# Deltote rubrisignata
Deltote rubrisignata is een vlinder van de familie van de uilen (Noctuidae). De wetenschappelijke naam van deze soort is voor het eerst voorgesteld als Eustrotia rubrisignata door George Francis Hampson in een publicatie uit 1918.
De soort komt voor in Malawi.